# Mednogorsk
Mednogorsk (en russe : Медногорск) est une ville de l'oblast d'Orenbourg, en Russie. Sa population s'élevait à 23 013 habitants en 2024.

## Géographie
Mednogorsk est arrosée par la rivière Bliava, dans le bassin du fleuve Oural, et se trouve à 19 km au sud-est de Kouvandyk, à 177 km au sud-est d'Orenbourg et à 1 400 km au sud-est de Moscou.

## Histoire
Mednogorsk a été fondée en 1933 dans le cadre de la mise en exploitation du gisement de cuivre de Bliavinsk et de l'usine métallurgique pour le traitement du minerai.

## Population
Recensements ou estimations de la population
| 1939*  | 1959*  | 1970*  | 1979*  | 1989*  | 2002*  |
| ------ | ------ | ------ | ------ | ------ | ------ |
| 19 600 | 36 787 | 38 024 | 34 941 | 34 100 | 31 369 |

| 2010*  | 2012   | 2013   | 2014   | 2015   | 2016   |
| ------ | ------ | ------ | ------ | ------ | ------ |
| 27 292 | 27 025 | 26 647 | 26 500 | 26 174 | 25 932 |

| 2017   | 2018   | 2019   | 2020   | - | - |
| ------ | ------ | ------ | ------ | - | - |
| 25 610 | 25 272 | 24 896 | 24 638 | - | - |

## Économie
L'économie de la ville repose sur le Combinat de sulfate de cuivre de Mednogorsk (MMSK) mis en service en 1939 et qui appartient au groupe OuGMK (UMMC en anglais). Le combinat traite du concentré de cuivre provenant du concentrateur de Gaï. La ville possède également une usine de moteurs électriques : Ouralelektro (Уралэлектро).

## Jumelage
- Nový Bor (Tchéquie)